# Gert Oost
Gert Oost (Raamsdonksveer, 13 september 1942 - Utrecht, 30 maart 2009) was een Nederlandse musicoloog, componist en organist.

## Loopbaan
Oost studeerde gelijktijdig musicologie aan de Universiteit Utrecht en orgel aan het Amsterdams Conservatorium bij Anthon van der Horst en Albert de Klerk. Bij zijn afstuderen kreeg hij de Prix d'Excellence. Hij promoveerde in 1975 op een proefschrift over de orgelbouwersfamilie Bätz. Oost schreef een biografie alsmede werkoverzicht en -bespreking van zijn orgelleraar Anthon van der Horst. In 2009 verzorgde hij een uitgave van de verzamelde werken voor orgel en harmonium van Domorganist Richard Hol.
Hij doceerde van 1969 tot 2002 muziekwetenschap aan de Utrechtse universiteit en was daar veertig jaar lang de vaste bespeler van het Hinsz-orgel in de aula van het Academiegebouw. Daarnaast was hij van 1990 tot 2007 de organist van het Bätz-orgel in de Gotische zaal van het Paleis Kneuterdijk in Den Haag, het gebouw van de Raad van State. 
Hij was een Bachkenner en schreef diverse studies, zoals Aan de hand van Bach uit 2011. Hij was ervan overtuigd dat Bach voor het continuospel in zijn cantates en passies een groot kerkorgel gebruikte, terwijl de meeste ensembles de kleinere kistorgels gebruiken. Oost was daarnaast pleitbezorger voor het zingen van Engelse kerkmuziek in Nederland.
Verder was Oost columnist van het maandblad De Orgelvriend. Hij componeerde vele werken voor koor en orgel, een opera (Job), liederen, orgelwerken, kamermuziek en werken voor orgel in combinatie met andere instrumenten (zoals koperblazers, fluit, slagwerk). Toen hij in 2007 zijn enkel had gebroken, schreef hij een mis Os fractum est.

## Onderscheidingen
- Ridder in de Orde van Oranje-Nassau bij zijn afscheid van de Gotische Zaal (2007)
- Zilveren medaille van de Franse Société Académique Arts-Sciences-Lettres (2007)